# Саркирама (Толебійський район)
Саркира́ма (каз. Сарқырама) — село у складі Толебійського району Туркестанської області Казахстану. Входить до складу Жогарги-Аксуського сільського округу.
До 1992 року село називалось Підгірне.
Населення — 841 особа (2021; 1011 у 2009, 1580 у 1999, 899 у 1989).